# Emilia Raschewski
Emilia Raschewski (* 24. Dezember 2004 in Berlin) ist eine deutsche Synchronsprecherin.

## Leben
Ihre erste Synchronrolle sprach sie im Alter von drei Jahren als Harrison Morgan in der Fernsehserie Dexter. Seither wirkte sie in zahlreichen Kinoproduktionen und Fernsehproduktionen mit. Insbesondere sprach sie die Prinzessin Isabel in Elena von Avalor und die Ruby in Rusty Rivets.
Emilia Raschewski ist die Schwester des Synchronsprechers Amadeus Strobl.

## Sprechrollen
- 2006–2013: Jadon Wells (als Harrison Morgan) in Dexter in 11 Episoden
- 2015: Hiba Ghafry als Mädchen in Sleeping with Other People
- 2015–2018: Cecilia Moscarello (als Chiara Ferrero) in Die Toten von Turin (Synchro 2017) in Episode 1 (Staffel 1)
- seit 2015:  Birgundi Baker (als Kiki) in Chicago Med in 3 Episoden
- 2016: Amelia Crouch (als Lizzie Cree (jung)) in The Limehouse Golem
- 2016: Arauna Bernheim-Dennery (als Emilie) in Der Himmel wird warten
- 2016: Alix Vaillot (als Marie) in Herz über Kopf – Die Melodie ihres Lebens
- 2016: Hiba Ghafry (als Meral) in Der Fall Mäuserich
- 2016–2018: Ava Preston (als Ruby) in Rusty Rivets
- 2016–2018: Jenna Ortega (als Prinzessin Isabel) in Elena von Avalor
- 2016–2018: Isabella Crovetti (als Gracie Browman) in Colony in 19 Episoden
- 2017–: Zelie Rixhon (als Julie) in Im fremden Körper
- 2018–2020: Kaya Toft Loholt (als Vilde) in The Rain in Episode 4 (Staffel 1)
- 2018: Bertil De Lorenzi (als Rasmus (jung)) in The Rain in Episode 1 & 8 (Staffel 1)
- 2020: Chloe Coleman (als Sophie) in Der Spion von nebenan
- 2020: Briana Tedesco (als Maya) in The Flash
- 2021: Miku Patricia Martineau (als Ani) in Kate
- 2021: Katie Douglas (als Abby) in Ginny & Georgia
- 2022: Xaria Dotson (als Jules Mathis) in Devil in Ohio
- 2023: Suzume Iwato in Suzume
- 2023: Teru Momijiyama / Shy in Shy
- 2024: Dafne Keen (als Jecki Lon) in The Acolyte